# Polygnotos
Polygnotos (altgriechisch Πολύγνωτος Polýgnōtos) aus Thasos war nach antikem Zeugnis einer der berühmtesten griechischen Maler, der allerdings auch Bronzebildwerk schuf. Er wirkte von etwa 480 v. Chr. bis um die Mitte des 5. Jahrhunderts v. Chr.

## Leben
„Polygnot, Sohn und Schüler des Aglaophon, stammte aus Thasos, erhielt aber das athenische Bürgerrecht zum Dank dafür, dass er die Stoa Poikile oder nach anderen die Gemälde im Theseion und Anakeion unentgeltlich gemalt hatte.“ Mit diesen Worten zitiert Valerius Harpokration aus einer Rede des Lykurgos von Athen Herkunft und Abstammung Polygnots und liefert den Grund, warum Theophrast ihn laut Plinius einen Athener nannte. Zugleich hatte er das delphische Gastrecht, die Proxenie. In den übrigen Quellen wird er als Thasier und Sohn des Aglaophon und somit Bruder des Aristophon genannt, als Sohn und Schüler seines Vaters auch bei Dion Chrysostomos. Seine Lebenszeit ist vor der 90. Olympiade, also vor 420 v. Chr., anzusetzen. Für sein Gemälde der Iliupersis in der Lesche der Knidier in Delphi schuf der 468/467 v. Chr. gestorbene Dichter Simonides von Keos die Aufschrift. Zu dieser Zeit muss Polygnot also bereits ein angesehener Maler gewesen, sein Geburtsjahr daher spätestens um 490 v. Chr. anzusetzen sein. Das Ende seines Wirkens lässt sich weniger gut fassen. In perikleischer Zeit scheint er keine aktive künstlerische Rolle mehr gespielt zu haben. Vielmehr wird die Ausstattung der sogenannten Pinakothek in den 432 v. Chr. vollendeten Propyläen von Athen mit Bildern des Polygnot als eine postume Ehrung zu verstehen sein. Er malte hauptsächlich in Athen, Delphi und Thespiai. Polygnot war mit Kimon ähnlich eng vertraut wie Phidias einige Jahrzehnte später mit Perikles und insbesondere Kimons Schwester Elpinike verbunden.

## Werk
Bereits der Antike waren seine bedeutendsten Werke die Gemälde in der Lesche der Knidier in Delphi. Das eine Bild zeigt den Fall Trojas, die Iliupersis, das andere die Nekyia, den Abstieg des Odysseus in die Unterwelt. Pausanias widmet der Beschreibung der Bilder sieben Kapitel seiner Reisebeschreibung, während Plinius sie nur ganz beiläufig erwähnt (hic Delphis aedem pinxit).
In der Stoa Poikile auf der Athener Agora waren zu Zeiten des Pausanias vier Gemälde zu sehen. Welche davon aus der Hand Polygnots stammten, ist hingegen nicht eindeutig zu ermitteln. Sicher von Polygnot waren die Bilder der Einnahme Trojas und des Rats der Griechen über den Frevel des Aias gegen Kassandra, wie Plutarch überliefert. Laut Plutarch verewigte er in dem erstgenannten Bild Elpinike, mit deren Porträt er Laodike, die Tochter des Priamos, versah. Von dem Gemälde der Schlacht bei Marathon behauptet allein Aelian, es hätten Polygnot und Mikon geschaffen, während üblicherweise Mikon, meist mit Panainos, als Urheber genannt wird. Vielleicht besaß Polygnot aber auch die Aufsicht über die Arbeiten in der Poikile, denn Suda und Diogenes Laertios weisen ihm die ganze Ausschmückung zu. Im Anakeion, dem in Athen so bezeichneten Tempel der Dioskuren, war sein Gemälde des Raubes der Leukippiden bei der Hochzeit der Dioskuren zu sehen. Inwieweit Gemälde im athenischen Theseion von Polygnot stammten, ist nicht sicher zu erschließen; Pausanias schreibt sie Mikon zu. Die nicht näher bestimmbaren Werke Polygnots werden von Harpokration in einem „Thesauros“ verortet, eine Angabe, die man zu „Theseion“ korrigieren möchte.
Unter den Gemälden in der Pinakothek der Propyläen wird namentlich nur das Bild Achills, wie er sich verkleidet unter den Töchtern des Lykomedes auf Skyros versteckt, genannt – bereits zur Zeit des Pausanias in keinem guten Zustand mehr. Im Pronaos des Tempels der Athena Areia in Plataiai, der nach der dortigen Schlacht errichtet und dessen Götterbild von Phidias geschaffen wurde, befand sich ein Gemälde des Freiermordes durch Odysseus, die Mnesterophonia, aus der Hand Polygnots.
Beiläufig erwähnt Pausanias die Restaurierung von Gemälden Polygnots unbekannten Inhalts in Thespiai. In der porticus vor der Curia des Pompeius, einer Räumlichkeit im Theater des Pompeius in Rom, hing das Bild eines Schildträgers. Polygnot widmete sich auch der Enkaustik, bei der in Wachs gebundene Farbpigmente heiß auf den Maluntergrund aufgetragen werden, und tat sich ohne erwähnenswertes Ergebnis als Bildhauer hervor.

## Stellung
„(Polygnot) war der erste, der Frauen in durchscheinenden Gewändern malte und die Köpfe mit einer bunten Kopfbedeckung versah und als erster vieles Weitere in die Malerei einführte, etwa die Öffnung des Mundes, das Zeigen der Zähne, überhaupt dem Gesicht einen beweglicheren Ausdruck anstelle der alten Starrheit zu verleihen“, so die ausführlichste Schilderung zu den künstlerischen Besonderheiten Polygnots bei Plinius. Dass Polygnot Frauen in durchsichtigen Gewändern malte, ist nicht wörtlich zu nehmen und ließe sich mit seiner Zeitstellung auch nicht vereinen. Was das Besondere an seinen Gewändern war, verdeutlichen hingegen Lukian und Aelian: Die Gewänder waren von außerordentlicher Feinheit und wie vom Winde bewegt, machten also eher die Körperformen als die Hautfarbe kenntlich.
Das Verdienst ist nicht zu gering, sondern war eine der Voraussetzungen für die weitere Entwicklung, in deren Verlauf sich die Maler mit der Körperdarstellung und den Problemen von Licht und Schattens auseinandersetzten. Ansätze hierzu muss bereits Polygnot geliefert haben. Denn wenn eine seiner besonderen Leistungen in der Darstellung des leicht geöffneten Mundes, der Darstellung der Zähne lag, so wird hiermit nicht unbedingt nur das Überwinden des archaischen Lächelns gemeint gewesen sein, sondern eine realistische Darstellung der dunklen Mundhöhle durch Farbübergänge und Schattenwirkungen. Ohne dies wären seine Errungenschaften im Gesichtsausdruck nicht denkbar, die sich nicht nur auf die schön gezogene Linie der Augenbraue stützen kann, wie sie Lukian für die Kassandra in der Lesche der Knidier hervorhebt, sondern tiefer gegangen sein muss: Laut einem Epigramm lag in den Augenlidern einer polygnotischen Polyxena der ganze Trojanische Krieg.
Über die Farbgebung Polygnots ist nur weniges bekannt. Nach Quintilian waren seine Gemälde simplex color, also von einfacher Farbgebung, und Cicero zählt ihn unter die Vierfarbenmaler. Plinius überliefert seine Verwendung von Ocker, und einer auf Weinhefe basierenden schwarzen Farbe Lukian lobt die roten Wangen der Kassandra. Pausanias, bei seiner Beschreibung der delphischen Bilder, kommt auch auf die Farben der einzelnen Dargestellten zu sprechen. Demnach war etwa Eurynomos, der Dämon der Verwesung, von einer zwischen Schwarz und Blau stehenden Farbe wie die der Schmeißfliegen. Über Grundfarben kennzeichnete Polygnot Charakter und Wesen der Dargestellten.
Seine Kompositionsweise zeichnete sich durch Höhenstaffelung, Gruppenbildung und das teilweise Überschneiden der Dargestellten durch Geländelinien aus. Quelle seiner Darstellung war das griechische Epos, das er – wie im Bild der Iliupersis beispielhaft – gliederte und alles zeitliche Nacheinander dem Betrachter zugleich vorführte: Im Zentrum die Einnahme mit Zerstörung der letzten Mauern Trojas, flankiert von der Darstellung und dem Zustande des Lagers der Griechen und jener der Trojaner, an den Rändern jeweils der Abzug der Griechen und Trojaner.
Polygnots Bilder waren zumeist lebensgroße Darstellungen des Geschehens, worin er laut Aelian etwa Dionysios von Kolophon übertraf. Bereits Aristoteles stellte Polygnot mit Dionysios zusammen, ergänzte Pauson. Über alle drei urteilte er, dass „Polygnot über der Wirklichkeit, Pauson unter derselben und Dionysios der Wirklichkeit entsprechend“ ihre Gestalten schufen. Seine Darstellungen waren also von einer Idee geprägt, waren ideale Umsetzungen, die die kleinliche und zufällige Wahrheit überhöhten und einen Wesenszug zum Ausdruck brachten, der über der rein materiellen Wirklichkeit stand. Für Aristoteles traf Polygnot damit das Wesen der Dinge in seinen Gemälden. Daher galt Polygnot ihm auch als Ethographos, als „Charaktermaler“, während dem jüngeren Zeuxis von Herakleia das Ethos abginge. „Denn in der Kunst sei das Unmögliche, sobald man ihm den Schein des Wahren gebe, dem Möglichen, aber Unwahrscheinlichen vorzuziehen.“ Aristoteles urteilt aus seiner Behandlung der griechischen Tragödie und in diesem Sinne ist die Einstufung des Charakterbildners zu verstehen: So, wie Aischylos die Charaktere der Tragödie formte, schuf Polygnot die Darstellung seiner ins Bild gesetzten Charaktere.